# Codex Babylonicus Petropolitanus
Codex Babylonicus Petropolitanus (VP, B3) – pochodzący z 916 roku n.e. hebrajski kodeks zawierający tekst masorecki Księgi Izajasza, Jeremiasza, Ezechiela oraz dwunastu proroków mniejszych. Nazwa kodeksu wskazuje, że został on napisany według interpunkcji babilońskiej szkoły masoretów.
Jest to najstarszy znany datowany przez kopistę manuskrypt jakiejkolwiek części Biblii hebrajskiej. Kodeks został odkryty przez karaimskiego uczonego Abrahama Firkowicza w genizie synagogi w Czufut-Kale na Krymie. Od 1862 roku jest przechowywany w Rosyjskiej Bibliotece Narodowej w Petersburgu.

## Zawartość kodeksu
Kodeks zawiera tekst masorecki księgi Izajasza, Jeremiasza, Ezechiela oraz dwunastu proroków mniejszych. Z tej racji bywa nazywany Leningradzkim kodeksem Proroków. Z punktu widzenia podziału tekstu Biblii hebrajskiej wartość kodeksu jest nieoceniona, gdyż zawiera on dokładnie tradycyjną kolejność ksiąg tej części ST, który w późniejszych manuskryptach nie zawsze był zachowywany: Izajasz, Jeremiasz, Ezechiel, prorocy mniejsi.
Składa się z 225 folio, każdy strona ma dwie kolumny tekstu a każda kolumna ma 21 linii, z wyjątkiem folio 1(a) i folio 224(a-b), na których znajdują się epigrafy.

## Opis
Stronice mają z reguły dwie linie masora magna na dolnym marginesie każdej strony oraz masora parva na zewnętrznych marginesach i pomiędzy kolumnami. Jest znaczącym manuskryptem dla krytyki tekstu tej części Biblii hebrajskiej. Palaeograficznie wykazuje prawie identyczne cechy jak Codex Orientales 4445.
Kolejnym istotnym faktem jest, że kodeks ten okazał najstarszym znanym tekstem posiadającym system znaków samogłoskowych i akcentów umieszczanych ponad literami. Przez pewien czas dla masory babilońskiej był to konkurencyjny sposób zapisu wobec typowego dla niej systemu znaków umieszczanego pod literami. Ponieważ wykazuje pewne cechy interpunkcyjne obce dla masory babilońskiej niektórzy krytycy twierdzą, że przeszedł wschodnią rewizję. Znaczenie manuskryptu od strony krytyki tekstu opisał Geiger, Strack i inni. Faksymile wraz z notą wprowadzającą wydał Strack (Petersburg 1876).
W krytycznym wydaniu Biblia Hebraica Stuttgartensia jest oznaczany jako VP.
Manuskrypt jest przechowywany w Rosyjskiej Bibliotece Narodowej (MS Heb. B3).